# Cacatua (gènere)
Cacatua és un gènere d'ocells de la família dels cacatuids (Cacatuidae ).

## Llista d'espècies
Aquest gènere està format per 12 espècies:
- cacatua blanca (Cacatua alba).
- cacatua de les Salomó (Cacatua ducorpsii).
- cacatua crestagroga (Cacatua galerita).
- cacatua de les Tanimbar (Cacatua goffiniana).
- cacatua de les Filipines (Cacatua haematuropygia).
- cacatua de Leadbeater (Cacatua leadbeateri).
- cacatua de les Moluques (Cacatua moluccensis).
- cacatua ullblava (Cacatua ophthalmica).
- cacatua cavadora (Cacatua pastinator).
- cacatua sanguínia (Cacatua sanguinea).
- cacatua sulfúria (Cacatua sulphurea).
- cacatua degollada (Cacatua tenuirostris).